# 臺波刑事司法合作協定
駐波蘭代表處與波蘭臺北辦事處刑事司法合作協定，簡稱臺波刑事司法合作協定，是中華民國與波蘭兩國簽訂的司法互助協議。2019年由雙方駐處（駐波蘭臺北代表處、波蘭臺北辦事處）代表在臺北市完成簽署，並分別於2019年12月3日經立法院審議二讀、2021年1月28日波蘭國會審議通過後由波兰总统杜達簽署；中華民國法務部宣布同年2月23日起正式生效。

## 概述
本協定是中華民國所簽署的第5個刑事司法互助協議，也是首個與歐盟成員國簽署完整的司法互助協議。由於協議內容牽涉引渡等主權問題，許多國家往往因之有所顧慮而不願與臺灣簽署此類較為敏感的条约；其次，完整的司法互助涉及多個環節，其談判磋商本非易事，因此在中華民國外交相對困難的情況下，該協議的成功簽署即被中華民國政府視為重大之外交突破，並藉以避免台籍被告或犯罪嫌疑人被第三國移交給中华人民共和国。
另外，由於該協議的簽署主體為「駐波蘭臺北代表處」及「波蘭臺北辦事處」，在兩國無邦交的情形下，中華民國政府依循過往與非邦交國簽署協議的慣例，僅交由立法院查照而無三讀審議；波蘭政府則將之視同正式條約，依其內國法由國會審查通過、經總統簽署後再通知締結國，因此本協議自簽署後兩年始告生效。

## 協定內容
本協議共19條，內容含括被告或犯罪嫌疑人之引渡、證據取得、受刑人移交與刑事偵查情報資訊的分享等等，屬於完整性的司法互助協議。此外，協議雖然名義上是由雙方代表處而非政府簽署，但實際上仍具備条约的性質，並非單純的民間契约。

## 外部連結
- 法務部新聞稿 （页面存档备份，存于）